# Suurisaari (ö i Finland, Norra Savolax, Nordöstra Savolax, lat 63,20, long 28,51)
Suurisaari är en ö i Finland. Den ligger i sjön Suuri Säyneinen och i kommunen Kuopio (tidigare Juankoski) i den ekonomiska regionen  Nordöstra Savolax ekonomiska region  och landskapet Norra Savolax, i den centrala delen av landet, 400 km nordost om huvudstaden Helsingfors. Öns area är 4,1 hektar och dess största längd är 470 meter i sydöst-nordvästlig riktning.  Suurisaari ligger i sjön Suuri Säyneinen och i kommunen Kuopio (tidigare Juankoski) i sjön Suuri Säyneinen.